# Луїсвілл (Колорадо)
Луїсвілл (англ. Louisville) — місто (англ. city) в США, в окрузі Боулдер штату Колорадо. Населення — 21 226 осіб (2020).

## Географія
Луїсвілл розташований за координатами 39°58′10″ пн. ш. 105°8′36″ зх. д. / 39.96944° пн. ш. 105.14333° зх. д. (39.969532, -105.143215).  За даними Бюро перепису населення США в 2010 році місто мало площу 20,70 км², з яких 20,42 км² — суходіл та 0,28 км² — водойми.

## Демографія
Згідно з переписом 2010 року, у місті мешкало 18 376 осіб у 7537 домогосподарствах у складі 4938 родин. Густота населення становила 888 осіб/км².  Було 7892 помешкання (381/км²).
Расовий склад населення:
| - 90,8 % — білих - 4,0 % — азіатів - 0,6 % — чорних або афроамериканців - 0,4 % — корінних американців - 1,7 % — осіб інших рас |

До двох чи більше рас належало 2,4 %. Частка іспаномовних становила 7,2 % від усіх жителів.
За віковим діапазоном населення розподілялося таким чином: 24,4 % — особи молодші 18 років, 65,7 % — особи у віці 18—64 років, 9,9 % — особи у віці 65 років та старші. Медіана віку мешканця становила 40,9 року. На 100 осіб жіночої статі у місті припадало 95,9 чоловіків;  на 100 жінок у віці від 18 років та старших — 93,9 чоловіків також старших 18 років.
Середній дохід на одне домашнє господарство  становив 106 925 доларів США (медіана — 91 230), а середній дохід на одну сім'ю — 127 977 доларів (медіана — 118 160). Медіана доходів становила 85 269 доларів для чоловіків та 58 507 доларів для жінок. За межею бідності перебувало 5,7 % осіб, у тому числі 5,9 % дітей у віці до 18 років та 8,2 % осіб у віці 65 років та старших.
Цивільне працевлаштоване населення становило 10 816 осіб. Основні галузі зайнятості: освіта, охорона здоров'я та соціальна допомога — 25,4 %, науковці, спеціалісти, менеджери — 22,0 %, виробництво — 11,2 %, роздрібна торгівля — 9,0 %.